# Sam Champion

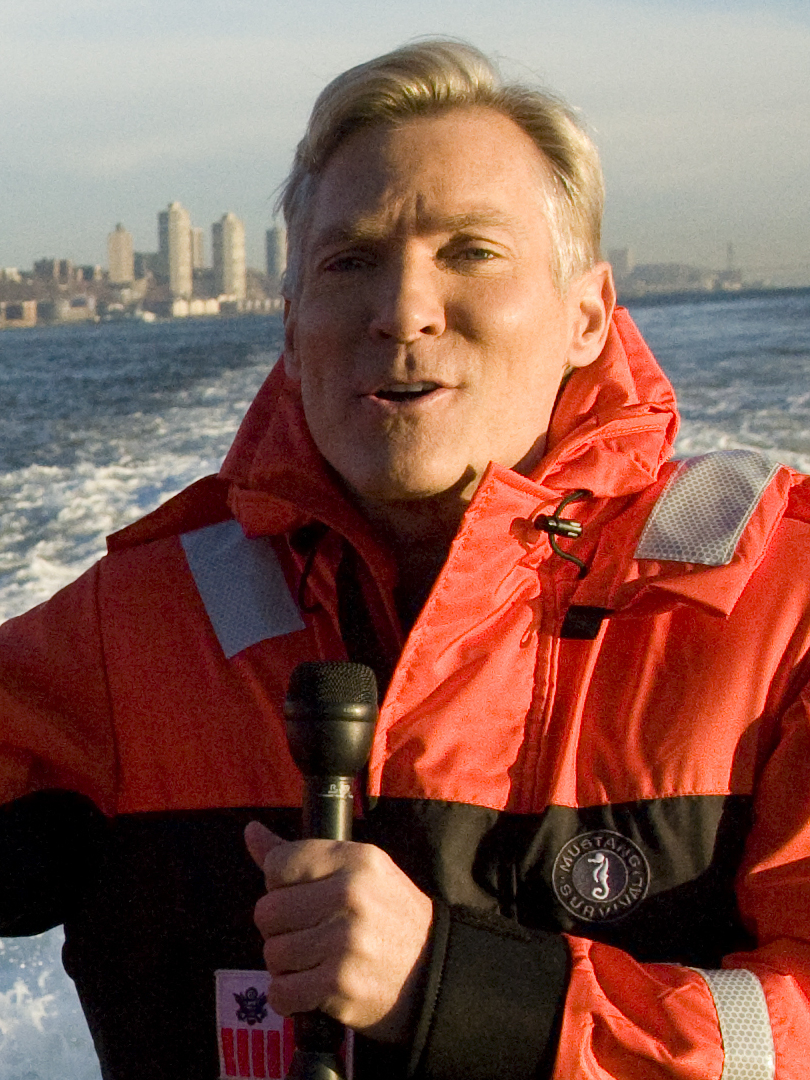
Sam Champion (2012)

Sam Champion (* 13. August 1961 in Paducah, Kentucky) ist ein US-amerikanischer Wettermoderator.

## Leben
Champion studierte an der Fairfax High School in Fairfax, Virginia und an der Eastern Kentucky University Kommunikationswissenschaften. Als Wettermoderator ist er in der Sendung Good Morning America auf dem US-amerikanischen Fernsehsender ABC seit 2006 bis 2014 tätig und erneut seit 2019 tätig. Zwischenzeitlich war er von 2014 bis 2106 für den US-amerikanischen Fernsehsender The Weather Channel in der Morgensendung America's Morning Headquarters tätig.
Seit 2012 ist er mit dem US-amerikanischen Künstler Rubem Robierb verheiratet.